# Sinocalliopteryx

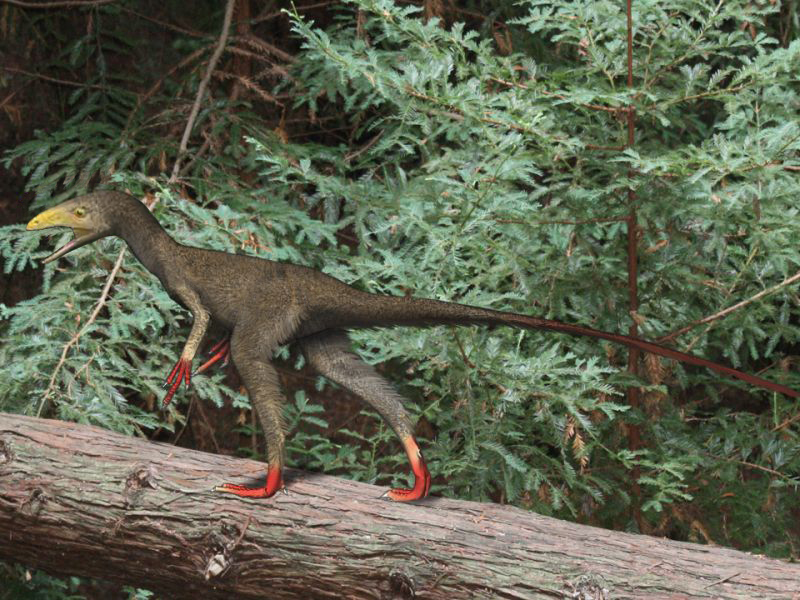
Sinocalliopteryx

Sinocalliopteryx gigas is een vleesetende theropode dinosauriër, behorend tot de groep van de Coelurosauria, die tijdens het Vroege Krijt leefde in het gebied van het huidige China.

## Vondst en naamgeving
De soort is in 2007 benoemd en beschreven door Ji Shu'an, Ji Qiang, Lü Junchang en Yuan Chongxi. De geslachtsnaam is afgeleid van Sinae, Latijn voor de Chinezen en het Oudgriekse καλός, kalos, "schoon", en πτέρυξ, pteryx, "vleugel". De soortaanduiding betekent "reus" in het Latijn, een verwijzing naar de grote lichaamsomvang in vergelijking met verwante soorten.
Het fossiel, holotype JMP-V-05-8-01, is gevonden bij Hengdaozi, Sihetun, in de provincie Liaoning, in de Jianshangoulagen van de Yixianformatie (Jehol-groep) uit het Barremien-Aptien, ruwweg 125 miljoen jaar oud. Het bestaat uit een vrijwel compleet skelet met schedel, samengedrukt op een enkele plaat. Het heeft zo'n uitstekende staat van conservering dat ook de lichaamsbedekking in de vorm van "protoveren" bewaard is gebleven. In de buikholte bevonden zich tevens vier gastrolieten: maagstenen. Het betreft een volwassen individu.
In 2012 werd een tweede specimen vermeld, CAGS-IG-T1, dat aan een Sinocalliopteryx sp. was toegewezen. Hetzelfde jaar werd het in detail beschreven. Het omvat de schedel, een stuk staart, handen, voeten en de buikholte. In veel details kan het het holotype aanvullen, vooral omdat het minder extreem is platgedrukt. Ook dit tweede exemplaar heeft resten van een lichaamsbedekking bewaard, in de vorm van lange filamenten op de staart. Opnieuw gaat het om een volwassen individu.

## Beschrijving

### Algemene bouw, grootte en onderscheidende kenmerken
Sinocalliopteryx is een relatief grote tweevoetige compsognathide roofsauriër. De beschrijvers bepaalden de lichaamslengte op 237 centimeter. In 2010 schatte Gregory S. Paul het gewicht op twintig kilogram. Sinocalliopteryx heeft lange ledematen en een langwerpig hoofd. Zijn lichaam maakt zo een wat stakerige indruk. Het tweede specimen, CAGS-IG-T1, is nog groter. De schedelelementen zijn een 10% langer wat wijst op een lichaamslengte van ruim tweeënhalve meter. De voetelementen zijn zelfs een derde langer wat het kenmerk van de lange ledematen beklemtoont. Een dergelijke individuele variatie in de proporties is echter extreem en zou een aanwijzing kunnen zijn dat het toch om een ander taxon gaat of het specimen althans uit een afwijkende evolutiefase stamt van een populatie die in een proces van anagenese aan het veranderen was. De beschrijvers geven als alternatieve verklaring dat het een geval is van allometrie, het veranderen van de proporties tijdens de groei. Die allometrie zou dan positief zijn terwijl zij bij theropoden typisch negatief is: grotere exemplaren hebben juist relatief kortere ledematen.
De beschrijvers stelden enkele onderscheidende kenmerken vast ten opzichte van de verwant Huaxiagnathus: de grote omvang, het feit dat de achterste tak van de praemaxilla ondanks een aanzienlijke lengte niet boven het niveau van de maxilla uitkomt; een langere ellepijp.
In 2011 bepaalden Cristiano dal Sasso en Simone Maganuco in het kader van hun studie van Scipionyx ook verschillende autapomorfieën, unieke afgeleide eigenschappen, van Sinocalliopteryx die de soort zou bezitten volgens de door hun berekende fylogenie. Sommige daarvan waren eenduidig en werden in al hun meest waarschijnlijke stambomen gevonden: vergrote foramina aan de buitenzijde van het traanbeen; een zwak ontwikkelde processus olecrani van de ellepijp; de schacht van het zitbeen buigt naar beneden toe; de voorste tak van het jukbeen onder de oogkas is kort en hoog; het opperarmbeen is minder dan half zo kort als het dijbeen; het tweede middenhandsbeen is aan de binnenste bovenkant verbreed; het derde middenhandsbeen heeft minder dan 80% van de lengte van het tweede middenhandsbeen; het tweede kootje van de tweede vinger heeft minder dan 120% van de lengte van het eerste kootje; de tanden van de praemaxilla zijn gekarteld; het raakpunt tussen het jukbeen en het traanbeen ligt hoger dan de onderkant van de oogkas.
Bepaalde kenmerken waren niet eenduidig afwijkend van de naaste verwanten: de onderkant van de hersenpan heeft geen uitholling tussen het basioccipitale en het basisfenoïde; de buikribben hebben zijstukken die korter zijn dan de middenstukken; de voorrand van het voorblad van het darmbeen heeft een kleine inkeping; de praemaxillaire tanden zijn veel kleiner dan de maxillaire.

### Skelet

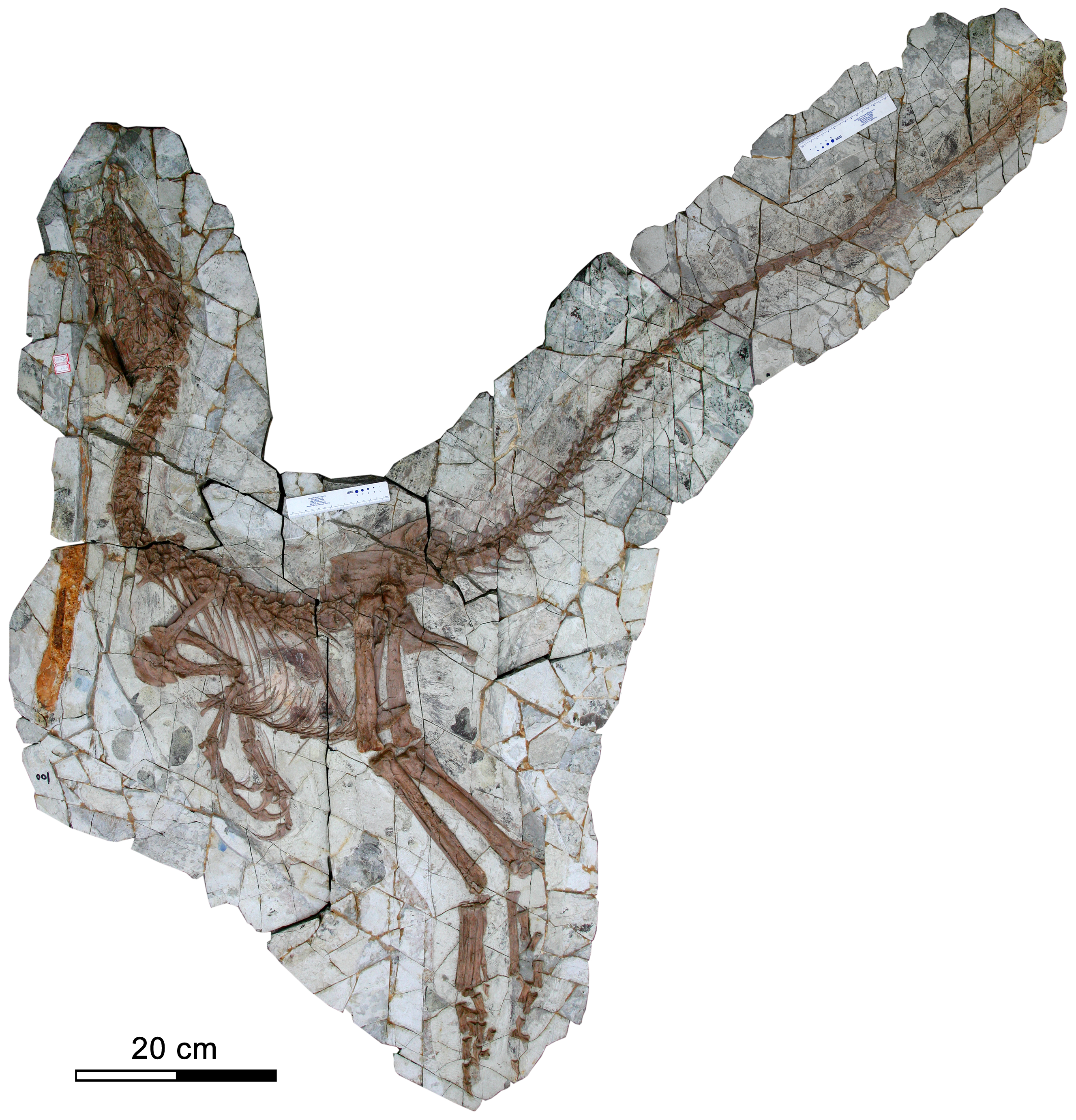
Het holotype JMP-V-05-8-01

#### Schedel en onderkaken
Het is lastig om de precieze vorm van de schedel van Sinocalliopteryx te bepalen daar die in het holotype van voor naar achteren is samengedrukt wat de illusie geeft van een vrij korte kop. Zoals de beschrijvers het cranium hebben gereconstrueerd is de schedel in feite juist zeer langwerpig. Zijn absolute lengte is met naar schatting 292 millimeter aanzienlijk. Het bovenprofiel is daarbij tamelijk bol. Dat zet zich voort in een naar achteren hellend achterhoofd; men kan zeggen dat dit wat afhangt of juist de snuit ten opzichte van de achterkant van de schedel. Dat de snuit zo lang is, ligt niet aan de praemaxilla die vooraan een korte ronde punt vormt. Dit voorste schedelbot draagt vier tanden die erg kort zijn maar althans grotendeels wel gekarteld: de eerste twee hebben een karteling op hun achterzijde hoewel die geen echte snijrand vormt; bij de vierde is de achterste snijrand van vertandingen voorzien. Erachter ligt het bovenkaaksbeen of maxilla dat het grootste deel van het zijvlak van de snuit uitmaakt. De maxillaire tanden zijn niet door een diasteem gescheiden van de premaxillaire. Ze staan zeer wijd uiteen, met een tussenruimte gelijk aan de breedte van twee tandkassen. Dit kan echter veroorzaakt zijn door het om en om uit de tandkas verdwenen zijn van de tanden: er zijn namelijk maar zes maxillaire tanden per zijde in het holotype aanwezig, een uitzonderlijk laag aantal; ongeveer twaalf is normaal bij Mesozoïsche theropoden van die grootte. Een groter aantal dan zes wordt bevestigd door het specimen CAGS-IG-T1 dat ook een zevende maxillaire tand bewaart en daarbij een totaal van minstens tien tandkassen toont terwijl er nog één of twee meer kunnen zijn geweest. De achterste maxillaire tanden, vanaf de tweede tandpositie, zijn zowel aan hun voorrand als achterrand gekarteld; CAGS-IG-T1 toont drieënhalf tot vier vertandingen per strekkende millimeter. De grootste bekende maxillaire tand heeft een tandbasislengte van negen millimeter. Vanaf de tweede maxillaire tand zijn de tandkronen tamelijk fors en tonen bovenaan een plotse knik naar achteren. 
De maxilla heeft een bovenste tak die schuin naar achteren steekt maar niet parallel gaat lopen met de kaakrand. Achteraan begrenst de maxilla de onderkant van de grote schedelopening, de fenestra antorbitalis. Deze is vrij kort, niet verder naar voren reikend dan de achterste tandposities, en gelegen in zich een veel verder naar voren uitstrekkende verdieping waarin zich vooraan een kleine cirkelvormige tweede opening lijkt te bevinden, de fenestra maxillaris; bij CAGS-IG-T1 schijnt deze echter afwezig te zijn. Ook nog voor deze uitholling bevindt zich nog een aanzienlijk stuk van het bovenkaaksbeen. Boven de maxilla wordt de bovenkant van de snuit gevormd door de neusbeenderen. Tussen het neusbeen en de praemaxilla bevindt zich een lang liggend spleetvormig neusgat. Achteraan vormen de neusbeenderen twee kleine zijdelingse verheffingen op de snuit die bij leven misschien door schubben tot echte hoorntjes gemaakt werden die doorliepen tot op het traanbeen dat bij CAGS-IG-T1 een lage en langwerpige zwelling laat zien. De fenestra antorbitalis wordt achteraan van de oogkas door dit L-vormige traanbeen gescheiden. Dit heeft dus geen duidelijke achterste tak: de voorkant van de bovenzijde van de oogkas wordt gevormd door een klein prefrontale. De oogkas, waarbinnen een scleraalring van minstens tien plaatjes het oog ondersteunde, is relatief klein met een rechte bovenrand en een in een puntige boog uitlopende onderzijde die voor en achter omvat wordt door een stevig jukbeen. De voorste tak daarvan heeft dus een uitloper omhoog richting onderste tak van het traanbeen en maakt een opvallend groot deel uit van de achterrand van de fenestra antorbitalis. De bovenste tak raakt een driestralig postorbitale. Daarachter ligt een vrij smal hellend onderste slaapvenster. De achterste tak van het jukbeen raakt aan een klein quadratojugale waarvan de bovenste tak erg kort is en de naar voren krommende onderste tak van het squamosum. Het meer naar binnen liggende quadratum is rechter en licht hellend.
Als een van de weinige compsognathiden is bij Sinocalliopteryx ook het achterhoofd bekend. Het bovenste been daarvan, het supraoccipitale, draagt een middenrichel aan beide zijden begrensd door uithollingen, de fossae ligamenti nuchae, als aanhechting voor de pezen van de nekspieren.
Bepaalde beenderen van het verhemelte zijn zichtbaar op de plaat van het holotype maar zo sterk bedekt dat afgezien is van een beschrijving. Bij CAGS-IG-T1 zijn meer elementen zichtbaar maar sterk verplaatst zodat hun identificatie problematisch is.
De onderkaken van Sinocalliopteryx zijn niet heel laag ten opzichte van de schedelhoogte maar door de lengte van de kop zijn ze toch langwerpig. Het bovenprofiel is tamelijk vlak. De onderkaak versmalt zeer geleidelijk naar voren toe en buigt in het midden iets omlaag om bij het uiteinde weer wat naar boven te krommen. Er is geen duidelijke opening in de buitenste zijkant. Achter het onderste kaakgewricht steekt het retroarticulair uitsteeksel ver uit. De dentaire tanden zijn vooraan nogal klein; de achterste hebben kartelingen op beide snijranden. De tanden in de onderkaak zijn tamelijk sterk naar achteren gebogen en ook schuin naar achteren gericht.

#### Postcrania

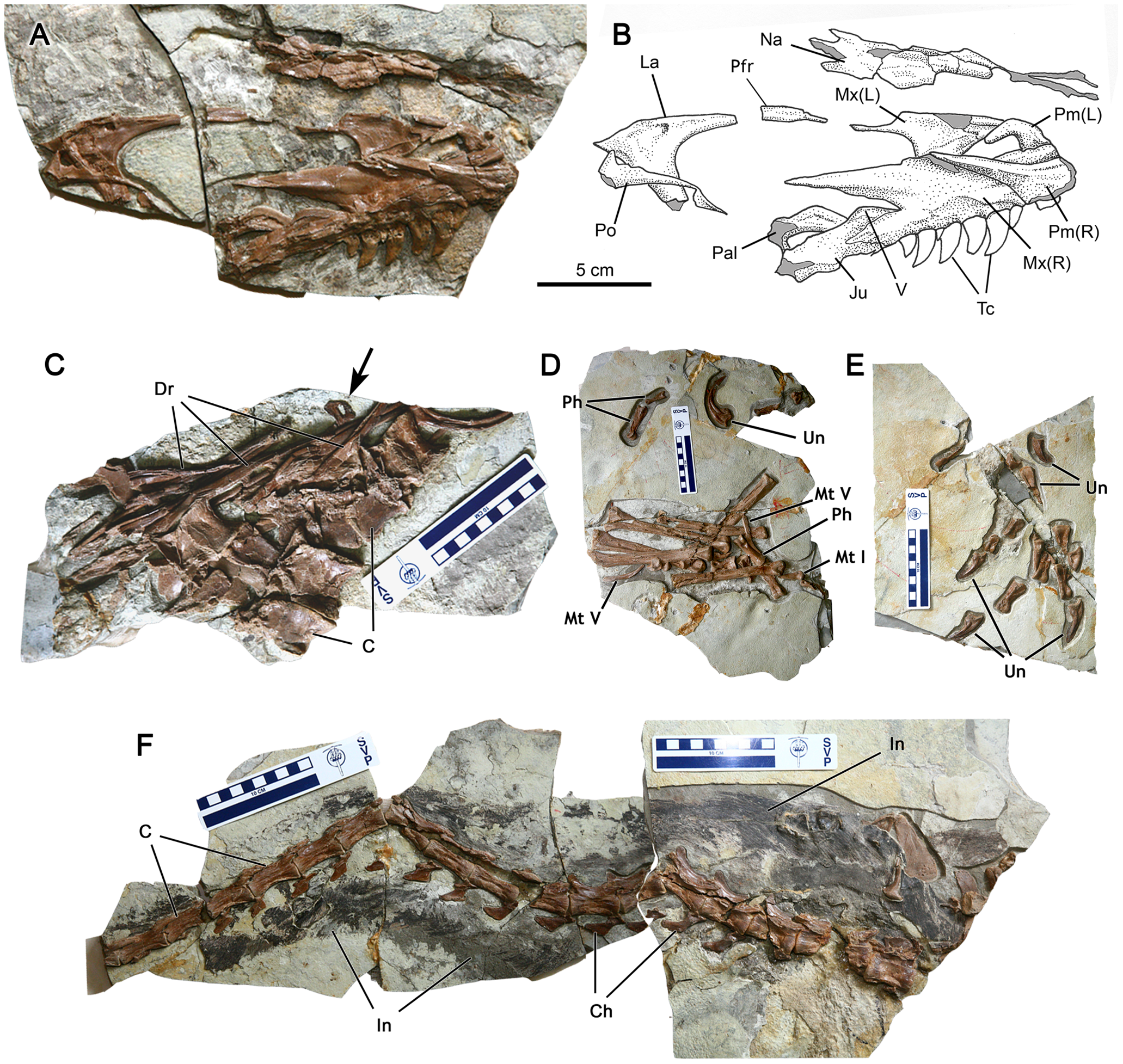
Elementen van CAGS-IG-T1

De wervelkolom van Sinocalliopteryx bestaat uit elf halswervels, twaalf ruggenwervels, vermoedelijk vijf sacrale wervels en minstens negenenveertig staartwervels.
De nek is matig lang met vooraan hoge en achteraan lage doornuitsteeksels en zeer lange en dunne nekribben die een lengte hebben van drie wervels. De voorste ruggenwervels missen pleurocoelen, pneumatische openingen. Bij de achterste ruggenwervels nemen de doornuitsteeksels opvallend in lengte toe en verbreden van achteren naar voren gemeten ook zodat ze opvallend waaiervormig worden. De staart is niet zo extreem lang als bij andere compsognathiden. Bij de vijfde sacrale wervel bevindt zich aan de voorste basis van het doornuitsteeksel een schuin naar voren en beneden gerichte kam die uitloopt in de ruwe aanhechting voor de vijfde rib. De doornuitsteeksels en chevrons van de staartwervels hellen sterk naar achteren; de laatste maken aan hun basis een hoek van slechts 30° met de lengteas van de staart. De chevrons van de middenstaart zijn L-vormig. De ribben zijn lang en dun. Het derde paar heeft verbredingen aan zijn uiteinden die als verbinding dienden met sternale ribben die naar de borstbeenderen voerden. Er zijn twaalf paar buikribben waarvan de korf slechts laag is doordat de buitenste segmenten kort zijn. Het voorste paar bestaat zelfs alleen uit middensegmenten.
Het schouderblad is lang, recht en smal met een lichte verbreding aan het bovenste uiteinde. Het uitsteeksel op de bovenrand van het hoofdlichaam, de processus acromialis, is krachtig ontwikkeld en driehoekig van vorm. Het ravenbeksbeen is overeenkomstig hoog. Het opperarmbeen is kort — het schouderblad is 30% langer — en slank. Ook de onderarm is kort en weinig robuust; de ellepijp heeft boven achteraan een zwak ontwikkelde processus olecrani wat wijst op een zwakke musculatuur. De hand is erg groot, zo lang als de rest van de arm. Het eerste middenhandsbeen is kort en draagt een afstaande eerste vinger die dikker is dan het spaakbeen en waarvan het eerste kootje het langste in de hand is met uitzondering van de klauwen. Het tweede middenhandsbeen is iets langer dan het eerste kootje van de eerste vinger en  bovenaan verbreed aan de zijde van het eerste middenhandsbeen, wat de middenhand compacter maakt. Het draagt een tweede vinger waarvan de bovenste van de drie kootjes bijna even lang is als de tweede en die als derde kootje uitgerust is met een klauw die even lang is als de duimklauw, zij het iets dunner. Het derde middenhandsbeen is erg slank, minder dan half zo breed als het tweede, en vrij kort. Het draagt een slanke vinger met een korte klauw.
In  het bekken is het darmbeen hoog en kort met een licht bolle bovenrand, een versmallend, recht afgeschuind achterblad en een korter voorblad. Ook het voorblad is recht afgeschuind, uitlopend in een kleine afhangende haakvormige punt maar de voorrand heeft bovenaan een inkeping met daaronder een uitstulping zodat het profiel wat golvend is. Het schaambeen steekt verticaal omlaag met driekwart van de lengte van het dijbeen. De voorrand van de schacht is bovenaan hol, onderaan bol, uitlopend in een kleine "voet" die geen echt voorste uitsteeksel heeft. Het zitbeen is tamelijk lang, 70% van de lengte van het schaambeen, met een bijna horizontaal lopende slanke schacht die wat naar beneden kromt en aan het uiteinde iets waaiervormig verbreedt. Aan het bovenuiteinde van de voorrand heeft de schacht een driehoekig uitsteeksel, de processus obturatorius.
Het dijbeen is matig lang en matig robuust, middenin iets bol naar voren krommend. De trochanter minor is zeer laag; de vierde trochanter aan de achterrand ontbreekt vrijwel. Het onderbeen is zeer lang met 90% van de lengte van het bovenbeen, en ook de middenvoet is tamelijk langgerekt; de tenen zijn naar verhouding niet speciaal verlengd. Er is een rudimentair splintervormig vijfde middenvoetsbeen dat minder dan de helft heeft van de lengte van het vierde middenvoetsbeen. Het eerste middenvoetsbeen heeft een lengte van 24% van die van het derde middenvoetsbeen. Het draagt een korte eerste teen die opvallend laag op de schacht van het tweede middenvoetsbeen geplaatst is.

### Weke delen
Belangrijke delen van het holotype zijn bedekt met omzettingsresten die een primitief verenkleed laten zien in de vorm van haarachtige structuren. Die zijn zo lang, tot tien centimeter op de dijen, heupen en de staartbasis, dat ze een weerlegging vormen van de alternatieve hypothese dat zulke vezels geen vacht waren maar de resten van onderhuidse bindweefselvezels. Opmerkelijk is dat ook de middenvoetsbeenderen bevederd waren.

## Fylogenie
Sinocalliopteryx werd door de beschrijvers toegewezen aan de klade Compsognathidae. Het is met een lengte van 237 centimeter dan verreweg de grootste bekende vertegenwoordiger van die groep; dit werd gezien als het resultaat van een trend tot toenemende grootte zoals ook wel van andere groepen bekend is. Of dergelijke trends werkelijk bestaan is zeer omstreden. Andere analyses gaven een mogelijke plaatsing basaal in de Tyrannosauroidea. Een publicatie van dal Sasso en Maganuco uit 2011 echter liet Sinocalliopteryx toch weer als een compsognathide uitvallen, in een vrij basale positie, als zustersoort van een klade gevormd door Compsognathus, Huaxiagnathus, Sinosauropteryx en Juravenator.
Een kladogram dat de positie van Sinocalliopteryx in de stamboom volgens de studie van Dal Sasso uit 2011 toont, is het volgende:
|  | Scipionyx  |
|  |            |
|  | Orkoraptor |
|  |            |

|  | Huaxiagnathus                                                   |
|  |                                                                 |
|  | \| \| Sinosauropteryx \| \| \| \| \| \| Juravenator \| \| \| \| |
|  |                                                                 |
|  | Sinosauropteryx                                                 |
|  |                                                                 |
|  | Juravenator                                                     |
|  |                                                                 |

|  | Sinosauropteryx |
|  |                 |
|  | Juravenator     |
|  |                 |

|  | Huaxiagnathus                                                   |
|  |                                                                 |
|  | \| \| Sinosauropteryx \| \| \| \| \| \| Juravenator \| \| \| \| |
|  |                                                                 |
|  | Sinosauropteryx                                                 |
|  |                                                                 |
|  | Juravenator                                                     |
|  |                                                                 |

|  | Sinosauropteryx |
|  |                 |
|  | Juravenator     |
|  |                 |

|  | Huaxiagnathus                                                   |
|  |                                                                 |
|  | \| \| Sinosauropteryx \| \| \| \| \| \| Juravenator \| \| \| \| |
|  |                                                                 |
|  | Sinosauropteryx                                                 |
|  |                                                                 |
|  | Juravenator                                                     |
|  |                                                                 |

|  | Sinosauropteryx |
|  |                 |
|  | Juravenator     |
|  |                 |

|  | Huaxiagnathus                                                   |
|  |                                                                 |
|  | \| \| Sinosauropteryx \| \| \| \| \| \| Juravenator \| \| \| \| |
|  |                                                                 |
|  | Sinosauropteryx                                                 |
|  |                                                                 |
|  | Juravenator                                                     |
|  |                                                                 |

|  | Sinosauropteryx |
|  |                 |
|  | Juravenator     |
|  |                 |

|  | Scipionyx  |
|  |            |
|  | Orkoraptor |
|  |            |

|  | Huaxiagnathus                                                   |
|  |                                                                 |
|  | \| \| Sinosauropteryx \| \| \| \| \| \| Juravenator \| \| \| \| |
|  |                                                                 |
|  | Sinosauropteryx                                                 |
|  |                                                                 |
|  | Juravenator                                                     |
|  |                                                                 |

|  | Sinosauropteryx |
|  |                 |
|  | Juravenator     |
|  |                 |

|  | Huaxiagnathus                                                   |
|  |                                                                 |
|  | \| \| Sinosauropteryx \| \| \| \| \| \| Juravenator \| \| \| \| |
|  |                                                                 |
|  | Sinosauropteryx                                                 |
|  |                                                                 |
|  | Juravenator                                                     |
|  |                                                                 |

|  | Sinosauropteryx |
|  |                 |
|  | Juravenator     |
|  |                 |

|  | Huaxiagnathus                                                   |
|  |                                                                 |
|  | \| \| Sinosauropteryx \| \| \| \| \| \| Juravenator \| \| \| \| |
|  |                                                                 |
|  | Sinosauropteryx                                                 |
|  |                                                                 |
|  | Juravenator                                                     |
|  |                                                                 |

|  | Sinosauropteryx |
|  |                 |
|  | Juravenator     |
|  |                 |

|  | Huaxiagnathus                                                   |
|  |                                                                 |
|  | \| \| Sinosauropteryx \| \| \| \| \| \| Juravenator \| \| \| \| |
|  |                                                                 |
|  | Sinosauropteryx                                                 |
|  |                                                                 |
|  | Juravenator                                                     |
|  |                                                                 |

|  | Sinosauropteryx |
|  |                 |
|  | Juravenator     |
|  |                 |

|  | Scipionyx  |
|  |            |
|  | Orkoraptor |
|  |            |

|  | Huaxiagnathus                                                   |
|  |                                                                 |
|  | \| \| Sinosauropteryx \| \| \| \| \| \| Juravenator \| \| \| \| |
|  |                                                                 |
|  | Sinosauropteryx                                                 |
|  |                                                                 |
|  | Juravenator                                                     |
|  |                                                                 |

|  | Sinosauropteryx |
|  |                 |
|  | Juravenator     |
|  |                 |

|  | Huaxiagnathus                                                   |
|  |                                                                 |
|  | \| \| Sinosauropteryx \| \| \| \| \| \| Juravenator \| \| \| \| |
|  |                                                                 |
|  | Sinosauropteryx                                                 |
|  |                                                                 |
|  | Juravenator                                                     |
|  |                                                                 |

|  | Sinosauropteryx |
|  |                 |
|  | Juravenator     |
|  |                 |

|  | Huaxiagnathus                                                   |
|  |                                                                 |
|  | \| \| Sinosauropteryx \| \| \| \| \| \| Juravenator \| \| \| \| |
|  |                                                                 |
|  | Sinosauropteryx                                                 |
|  |                                                                 |
|  | Juravenator                                                     |
|  |                                                                 |

|  | Sinosauropteryx |
|  |                 |
|  | Juravenator     |
|  |                 |

|  | Huaxiagnathus                                                   |
|  |                                                                 |
|  | \| \| Sinosauropteryx \| \| \| \| \| \| Juravenator \| \| \| \| |
|  |                                                                 |
|  | Sinosauropteryx                                                 |
|  |                                                                 |
|  | Juravenator                                                     |
|  |                                                                 |

|  | Sinosauropteryx |
|  |                 |
|  | Juravenator     |
|  |                 |

|  | Scipionyx  |
|  |            |
|  | Orkoraptor |
|  |            |

|  | Huaxiagnathus                                                   |
|  |                                                                 |
|  | \| \| Sinosauropteryx \| \| \| \| \| \| Juravenator \| \| \| \| |
|  |                                                                 |
|  | Sinosauropteryx                                                 |
|  |                                                                 |
|  | Juravenator                                                     |
|  |                                                                 |

|  | Sinosauropteryx |
|  |                 |
|  | Juravenator     |
|  |                 |

|  | Huaxiagnathus                                                   |
|  |                                                                 |
|  | \| \| Sinosauropteryx \| \| \| \| \| \| Juravenator \| \| \| \| |
|  |                                                                 |
|  | Sinosauropteryx                                                 |
|  |                                                                 |
|  | Juravenator                                                     |
|  |                                                                 |

|  | Sinosauropteryx |
|  |                 |
|  | Juravenator     |
|  |                 |

|  | Huaxiagnathus                                                   |
|  |                                                                 |
|  | \| \| Sinosauropteryx \| \| \| \| \| \| Juravenator \| \| \| \| |
|  |                                                                 |
|  | Sinosauropteryx                                                 |
|  |                                                                 |
|  | Juravenator                                                     |
|  |                                                                 |

|  | Sinosauropteryx |
|  |                 |
|  | Juravenator     |
|  |                 |

|  | Huaxiagnathus                                                   |
|  |                                                                 |
|  | \| \| Sinosauropteryx \| \| \| \| \| \| Juravenator \| \| \| \| |
|  |                                                                 |
|  | Sinosauropteryx                                                 |
|  |                                                                 |
|  | Juravenator                                                     |
|  |                                                                 |

|  | Sinosauropteryx |
|  |                 |
|  | Juravenator     |
|  |                 |

|  | Scipionyx  |
|  |            |
|  | Orkoraptor |
|  |            |

|  | Huaxiagnathus                                                   |
|  |                                                                 |
|  | \| \| Sinosauropteryx \| \| \| \| \| \| Juravenator \| \| \| \| |
|  |                                                                 |
|  | Sinosauropteryx                                                 |
|  |                                                                 |
|  | Juravenator                                                     |
|  |                                                                 |

|  | Sinosauropteryx |
|  |                 |
|  | Juravenator     |
|  |                 |

|  | Huaxiagnathus                                                   |
|  |                                                                 |
|  | \| \| Sinosauropteryx \| \| \| \| \| \| Juravenator \| \| \| \| |
|  |                                                                 |
|  | Sinosauropteryx                                                 |
|  |                                                                 |
|  | Juravenator                                                     |
|  |                                                                 |

|  | Sinosauropteryx |
|  |                 |
|  | Juravenator     |
|  |                 |

|  | Huaxiagnathus                                                   |
|  |                                                                 |
|  | \| \| Sinosauropteryx \| \| \| \| \| \| Juravenator \| \| \| \| |
|  |                                                                 |
|  | Sinosauropteryx                                                 |
|  |                                                                 |
|  | Juravenator                                                     |
|  |                                                                 |

|  | Sinosauropteryx |
|  |                 |
|  | Juravenator     |
|  |                 |

|  | Huaxiagnathus                                                   |
|  |                                                                 |
|  | \| \| Sinosauropteryx \| \| \| \| \| \| Juravenator \| \| \| \| |
|  |                                                                 |
|  | Sinosauropteryx                                                 |
|  |                                                                 |
|  | Juravenator                                                     |
|  |                                                                 |

|  | Sinosauropteryx |
|  |                 |
|  | Juravenator     |
|  |                 |

|  | Scipionyx  |
|  |            |
|  | Orkoraptor |
|  |            |

|  | Huaxiagnathus                                                   |
|  |                                                                 |
|  | \| \| Sinosauropteryx \| \| \| \| \| \| Juravenator \| \| \| \| |
|  |                                                                 |
|  | Sinosauropteryx                                                 |
|  |                                                                 |
|  | Juravenator                                                     |
|  |                                                                 |

|  | Sinosauropteryx |
|  |                 |
|  | Juravenator     |
|  |                 |

|  | Huaxiagnathus                                                   |
|  |                                                                 |
|  | \| \| Sinosauropteryx \| \| \| \| \| \| Juravenator \| \| \| \| |
|  |                                                                 |
|  | Sinosauropteryx                                                 |
|  |                                                                 |
|  | Juravenator                                                     |
|  |                                                                 |

|  | Sinosauropteryx |
|  |                 |
|  | Juravenator     |
|  |                 |

|  | Huaxiagnathus                                                   |
|  |                                                                 |
|  | \| \| Sinosauropteryx \| \| \| \| \| \| Juravenator \| \| \| \| |
|  |                                                                 |
|  | Sinosauropteryx                                                 |
|  |                                                                 |
|  | Juravenator                                                     |
|  |                                                                 |

|  | Sinosauropteryx |
|  |                 |
|  | Juravenator     |
|  |                 |

|  | Huaxiagnathus                                                   |
|  |                                                                 |
|  | \| \| Sinosauropteryx \| \| \| \| \| \| Juravenator \| \| \| \| |
|  |                                                                 |
|  | Sinosauropteryx                                                 |
|  |                                                                 |
|  | Juravenator                                                     |
|  |                                                                 |

|  | Sinosauropteryx |
|  |                 |
|  | Juravenator     |
|  |                 |

|  | Scipionyx  |
|  |            |
|  | Orkoraptor |
|  |            |

|  | Huaxiagnathus                                                   |
|  |                                                                 |
|  | \| \| Sinosauropteryx \| \| \| \| \| \| Juravenator \| \| \| \| |
|  |                                                                 |
|  | Sinosauropteryx                                                 |
|  |                                                                 |
|  | Juravenator                                                     |
|  |                                                                 |

|  | Sinosauropteryx |
|  |                 |
|  | Juravenator     |
|  |                 |

|  | Huaxiagnathus                                                   |
|  |                                                                 |
|  | \| \| Sinosauropteryx \| \| \| \| \| \| Juravenator \| \| \| \| |
|  |                                                                 |
|  | Sinosauropteryx                                                 |
|  |                                                                 |
|  | Juravenator                                                     |
|  |                                                                 |

|  | Sinosauropteryx |
|  |                 |
|  | Juravenator     |
|  |                 |

|  | Huaxiagnathus                                                   |
|  |                                                                 |
|  | \| \| Sinosauropteryx \| \| \| \| \| \| Juravenator \| \| \| \| |
|  |                                                                 |
|  | Sinosauropteryx                                                 |
|  |                                                                 |
|  | Juravenator                                                     |
|  |                                                                 |

|  | Sinosauropteryx |
|  |                 |
|  | Juravenator     |
|  |                 |

|  | Huaxiagnathus                                                   |
|  |                                                                 |
|  | \| \| Sinosauropteryx \| \| \| \| \| \| Juravenator \| \| \| \| |
|  |                                                                 |
|  | Sinosauropteryx                                                 |
|  |                                                                 |
|  | Juravenator                                                     |
|  |                                                                 |

|  | Sinosauropteryx |
|  |                 |
|  | Juravenator     |
|  |                 |

|  | Scipionyx  |
|  |            |
|  | Orkoraptor |
|  |            |

|  | Huaxiagnathus                                                   |
|  |                                                                 |
|  | \| \| Sinosauropteryx \| \| \| \| \| \| Juravenator \| \| \| \| |
|  |                                                                 |
|  | Sinosauropteryx                                                 |
|  |                                                                 |
|  | Juravenator                                                     |
|  |                                                                 |

|  | Sinosauropteryx |
|  |                 |
|  | Juravenator     |
|  |                 |

|  | Huaxiagnathus                                                   |
|  |                                                                 |
|  | \| \| Sinosauropteryx \| \| \| \| \| \| Juravenator \| \| \| \| |
|  |                                                                 |
|  | Sinosauropteryx                                                 |
|  |                                                                 |
|  | Juravenator                                                     |
|  |                                                                 |

|  | Sinosauropteryx |
|  |                 |
|  | Juravenator     |
|  |                 |

|  | Huaxiagnathus                                                   |
|  |                                                                 |
|  | \| \| Sinosauropteryx \| \| \| \| \| \| Juravenator \| \| \| \| |
|  |                                                                 |
|  | Sinosauropteryx                                                 |
|  |                                                                 |
|  | Juravenator                                                     |
|  |                                                                 |

|  | Sinosauropteryx |
|  |                 |
|  | Juravenator     |
|  |                 |

|  | Huaxiagnathus                                                   |
|  |                                                                 |
|  | \| \| Sinosauropteryx \| \| \| \| \| \| Juravenator \| \| \| \| |
|  |                                                                 |
|  | Sinosauropteryx                                                 |
|  |                                                                 |
|  | Juravenator                                                     |
|  |                                                                 |

|  | Sinosauropteryx |
|  |                 |
|  | Juravenator     |
|  |                 |

## Levenswijze

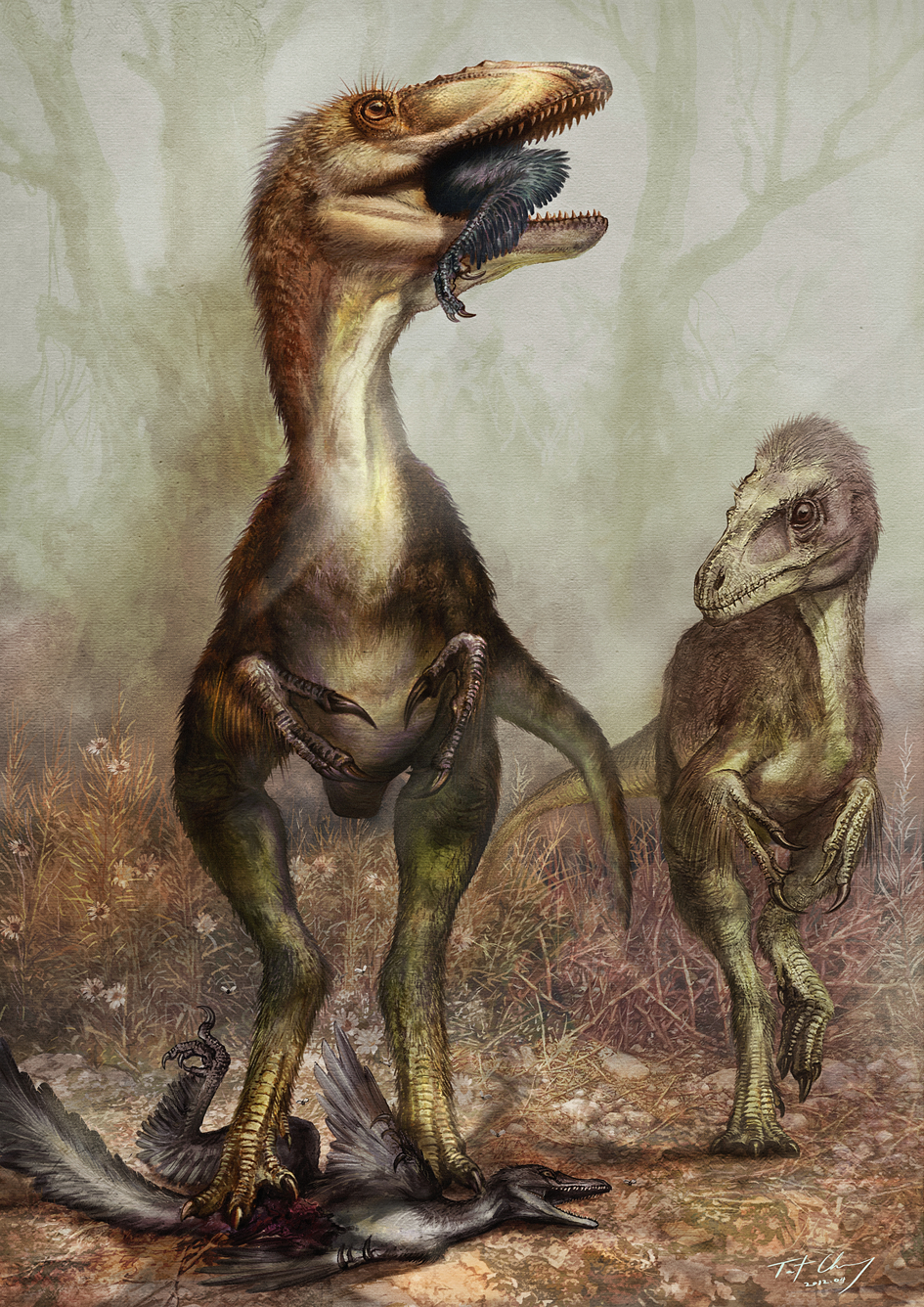
Sinocalliopteryx werkt op dit schilderij van Cheung Chuntat een sappige bout van een sinornithosaurus naar binnen

Compsognathiden worden typisch gezien als jagers op kleine dieren. Sinocalliopteryx moet echter gezien zijn omvang een geduchte rover op ook groter wild geweest zijn: in de buikholte is in verband het onderbeen inclusief voet aangetroffen van een dromaeosauride, een andere roofsauriër. Dit restant, bestaande uit een scheenbeen, een aaneensluitend stuk kuitbeen, het derde en vierde middenvoetsbeen en talrijke teenkootjes, werd in 2007 niet verder geïdentificeerd maar de prooi bestond niet uit een heel klein dier: het scheenbeen had een lengte van 15,5 centimeter, wat wijst op een lichaamslengte van ongeveer 1,2 meter. Het besloeg bijna de hele hoogte van de buikholte. In 2012 werd het prooidier voorzichtig gedetermineerd als Sinornithosaurus, een dromaeosauride die inderdaad een zodanige grootte had. Een dergelijke buit kan onmogelijk heel ingeslikt zijn. De dromaeosauride, indien niet als kadaver aangetroffen, moet in een gevecht bedwongen zijn en daarna in stukken gescheurd. Er is in dit verband op gewezen dat het holotype van Sinocalliopteryx de enige gevonden volwassen compsognathide vertegenwoordigt: alle andere exemplaren betreffen jongen of onvolgroeide dieren. Sinocalliopteryx kan met zijn lange kaken ook kleine gewervelden bejaagd hebben; dat de voorste tanden van zowel boven- als onderkaken gereduceerd zijn, lijkt er echter op te wijzen dat deze functie onbelangrijk geworden was. De karteling van zulke kleine premaxillaire tanden wijst op een verschuiving van een grijpende naar een snijdende functie die verder verbeterd wordt doordat van de maxillaire tanden de achterste ook nog een gekartelde voorrand hebben. De lengte van de voorste maxillaire tanden is daarbij aanzienlijk. Dubbelzinnig is in dit verband de bouw van de voorpoot: de grote hand zou gebruikt kunnen zijn voor het grijpen van kleine prooien; de korte bovenarm die het bereik van de arm als geheel beperkt, is daarmee weer niet in overeenstemming. Wellicht dat beide handen samen grotere prooidieren vastklemden — maar dat verklaart niet waarom hun musculatuur zwak was. Misschien dat de korte bovenarm diende om de reactiesnelheid bij het pakken van een kleine prooi te vergroten. 
Het feit dat het aantal maagstenen zo klein was, verklaren de beschrijvers uit een vleesetende levenswijze: planteneters hadden veel stenen nodig om het taaie voedsel te verwerken terwijl het snel verteerbare vlees slechts weinig gastrolieten vergde. De stenen hebben een doorsnede van vijftien tot twintig millimeter.
De studie uit 2012 vond nog meer maaltijdresten bij het holotype. Schuin boven en voor het verzwolgen onderbeen bevond zich een grote pluk veren, bestaande uit parallel lopende gebogen filamenten. Misschien dat dit van de opgegeten dromaeosauride afkomstig was maar de onderzoekers vonden het gezien de lengte van het geheel waarschijnlijker dat het om een toef penveren van een vogel ging. Onder het opgegeten onderbeen waren ook twee grote clusters van verder niet meer determineerbaar verteerd voedsel zichtbaar. Aan de hand van het spijsverteringskanaal van Scipionyx dat bij wijze van hoge uitzondering zelf gefossiliseerd is, heeft men getracht de positie van de verschillende voedselbrokken te bepalen. Het onderbeen en de veertoef zouden zich in de maag hebben bevonden die dan door de grote omvang van de sinornithosaurusbout naar achteren gestulpt zou zijn geworden. Het leek niet waarschijnlijk dat zulke grote stukken het darmkanaal zouden hebben kunnen passeren en oplossen in maagzuur zou vele weken gevergd hebben; nadat het vlees verteerd was, werden de botten vermoedelijk grotendeels weer uitgespuwd. De clusters verteerd materiaal zouden zich in de twaalfvingerige darm hebben bevonden die bij reptielen een belangrijke lengte en functie heeft. 

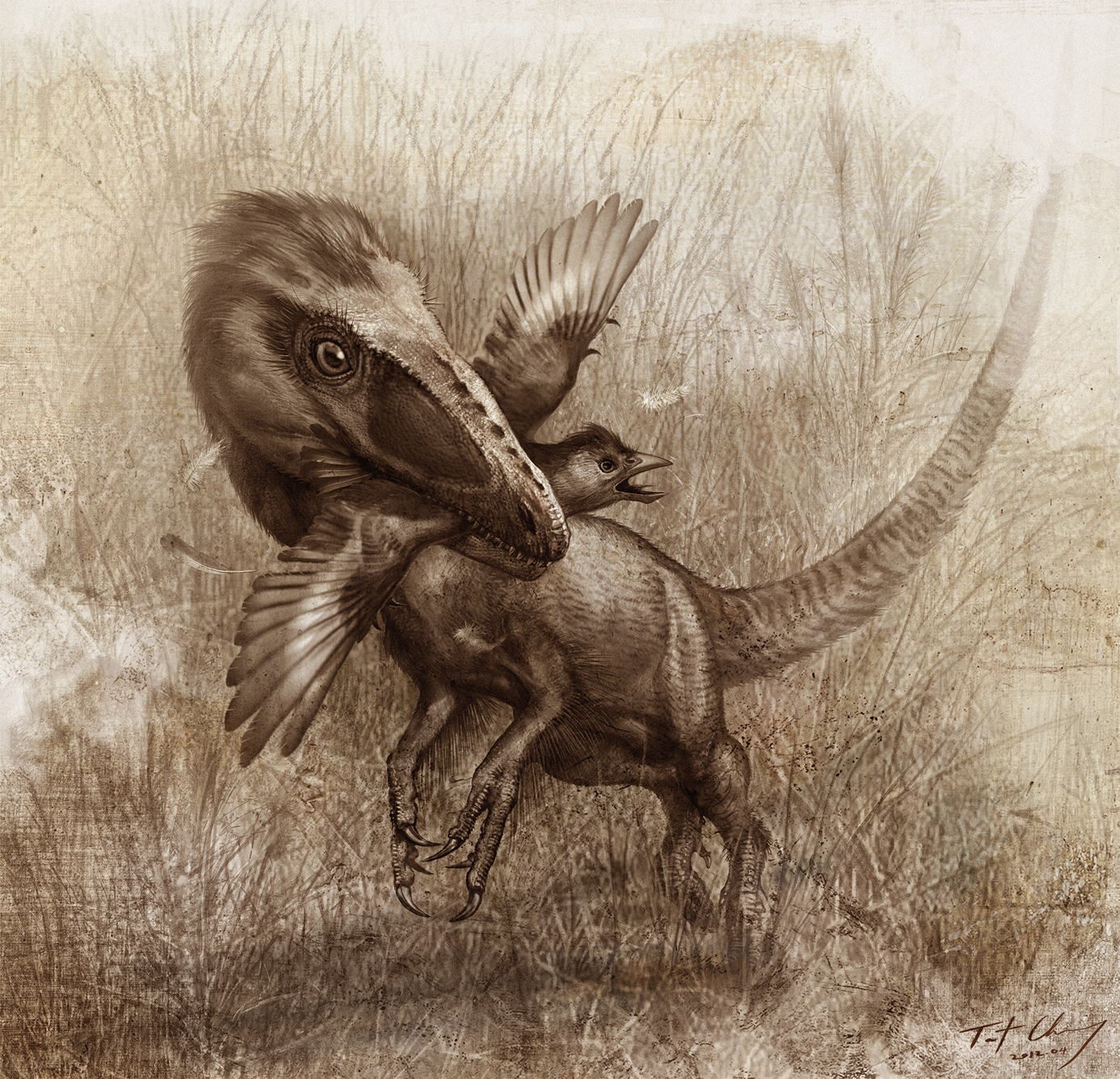
Sinocalliopteryx verschalkt op de grond een confuciusornis

In 2012 werd gemeld dat ook bij het tweede exemplaar, CAGS-IG-T1, resten van een maaltijd, of meerdere maaltijden, zijn aangetroffen. Het gaat in de eerste plaats om losse botten die toebehoren aan minstens twee individuen van Confuciusornis sanctus, een basale vogel die zeer algemeen is in de formatie. De meeste botjes lagen voor de uiteinden van de zitbeenderen in de buikholte, net boven de buikribben. Daarnaast is nog een schouderblad, 13,5 centimeter lang, van een kleine ornithischiër, heel misschien Yueosaurus of een soort van Psittacosaurus, in de buikholte gevonden. Hoewel de vogels relatief klein zouden zijn geweest, kan de planteneter een lengte van ruim anderhalve meter bereikt hebben en dus weer een aanzienlijke prooi hebben vertegenwoordigd. De botten van de ornithischiër waren sterker aangetast, alsof ze al dertien dagen door zuren bewerkt waren, wat er op wijst dat de vogels later waren ingeslikt. Bij het tweede exemplaar zijn geen maagstenen aangetroffen en de beschrijvers daarvan concludeerden daaruit dat de maagstenen van het holotype bij toeval waren ingeslikt. Gezien hun positie zouden ze zich in ieder geval niet in een speciale spiermaag hebben bevonden.
De studie uit 2012 wees erop dat van geen enkele andere dinosauriërgroep zoveel directe aanwijzingen over het dieet bekend waren als van de Compsognathidae. Behalve bij de twee ontdekte specimina van Compsognathus zelf zijn er ook prooidieren aangetroffen in de buikholte van Scipionyx en Huaxiagnathus; van Sinosauropteryx zijn er eveneens twee exemplaren bekend waarbij ook hun maaltijden gefossiliseerd werden. In deze gevallen omvatten de prooidieren vissen, hagedissen, brughagedissen en zoogdiertjes. De twee fossielen van Sinocalliopteryx voegen daar dinosauriërs aan toe, waaronder vogels. Dat de botten van die dieren niet erg verspreid waren, is een aanwijzing dat ze gevangen zijn, niet als karkas aangetroffen. Sinocalliopteryx was dus eerder een actief roofdier dan een aaseter. Daarbij tonen de twee vogels een gelijke mate van vertering, een teken dat ze kort achter elkaar opgegeten werden. Dit duidt erop dat Sinocalliopteryx warmbloedig was en vanwege zijn hoge stofwisseling zonder lange onderbrekingen op zoek ging naar voedsel. Dat twee prooidieren van dezelfde soort buit werden gemaakt, was misschien een gevolg van selectief jachtgedrag dat speciaal op vogels gericht was. Zelfs het bejagen van Sinornithosaurus kan binnen dit patroon vallen; de onderzoekers achtten het een reële mogelijkheid dat dit een vliegende of althans zwevende vorm was. 
In 2011 is een exemplaar van de dromaeosauride Microraptor gemeld dat een vogel in de buikholte had. De prooi werd als bewijs gezien dat Microraptor een boombewoner was. Hoewel de onderzoekers van de sinocalliopteryxstudie dit laatste niet betwijfelen, laat volgens hun specimen CAGS-IG-T1 zien dat die bewijskracht niet groot is: Sinocalliopteryx was te zwaar om het klimmen in bomen als een normale activiteit te hebben gehad maar wist toch vogels te vangen. Hiertoe zou hij zijn prooi beslopen hebben, een methode die ook moderne katachtigen toepassen om vogels te verrassen, daarbij wellicht geholpen door de geringe stijghoek van Confuciusornis die door het ontbreken van een hoge kiel op zijn borstbeen niet in staat was tot grote vleugeluitslagen.